# سلوش
سلوش، روستایی از توابع بخش کومله شهرستان لنگرود در استان گیلان ایران است.
پیشینیان این روستا را به دلیل آنکه سه رودخانه به نام لش آن را احاطه کرده‌است، نام آن را سه لش نهادند که با گذر زمان به روستای سلوش تغییر نام داد.

## جمعیت
این روستا در دهستان مریدان قرار دارد و براساس سرشماری مرکز آمار ایران در سال ۱۳۸۵، جمعیت آن ۴۰۲ نفر (۱۳۹خانوار) بوده‌است. شاخص‌ترین چهره این روستا، حسین املاکی جانشین فرمانده لشکر گیلان است.الان هم سه لش را دارد.